# 아이깁투스
아이깁투스(Aegyptus)는 로마 제국의 속주 중 하나이다. 시나이반도를 제외한 현재의 이집트 대부분이 포함되어 있으며, 서쪽으로는 키레나이카, 동쪽으로는 아라비아 페트라이아와 경계를 마주하고 있다. 이 속주의 이름은 원래 도시 이름이었으나, 로마가 점령한 뒤로 속주 전체의 이름으로 인식되었다. 이 이름은 오늘날 이집트로 바뀌었다.
기원전 30년 클레오파트라의 죽음과 함께 이집트는 로마의 황제 속주 아이깁투스로, 로마 황제에 의해 직접 선택된 집정관이 다스리는 직할지가 되었다. 이 지역의 총독은 원로원 계급이 아니라 기사 계급 가운데서 임명되었다.
이집트는 주요 밀 산지로서 로마 제국에게 전략적으로 중요한 지역이었다. 이 목표를 위해 로마는 프톨레마이오스 왕조 시대의 정부를 거의 변화하지 않고 유지시켰다. 정부의 관료 대부분은 그리스인으로 이루어졌으며, 속주의 공용어는 총독부 최고층을 제외하고는 그리스어였다. 로마인들은 그리스인들과 달리 이집트에 대거 이주하지 않았으며, 아이깁투스의 문화, 교육, 도시생활은 로마 제국의 말기까지 그리스적이었다. 로마인들은 프톨레마이오스 왕조처럼 이집트인들의 전통적인 종교와 관습을 존중했으나, 로마인의 종교도 점진적으로 아이깁투스로 스며들었다.